# Sling Blade
Sling Blade is een Amerikaanse dramafilm uit 1996, geschreven en geregisseerd door Billy Bob Thornton. De film verhaalt over de verstandelijk gehandicapte Karl Childers, die wordt vrijgelaten uit een psychiatrisch ziekenhuis waar hij sinds zijn twaalfde verbleef in verband met de moord op zijn moeder en haar minnaar, en over de band die hij opbouwt met de twaalfjarige Frank Wheatley. De hoofdrollen worden vertolkt door Billy Bob Thornton, Dwight Yoakam, J.T. Walsh, John Ritter, Lucas Black, Natalie Canerday, James Hampton en Robert Duvall.
Sling Blade werd door critici overwegend positief ontvangen. De film won in 1997 de Oscar voor beste bewerkte scenario, en leverde Thornton een nominatie in de categorie beste mannelijke hoofdrol op. 

## Plotbeschrijving
Karl Childers, een verstandelijk beperkte man uit Arkansas, wordt na 25 jaar vrijgelaten uit een psychiatrisch ziekenhuis waar hij sinds zijn twaalfde verbleef in verband met de moord op zijn moeder en haar minnaar. Zijn streng religieuze ouders dwongen hem als kind alleen in een schuur te leven, en kwamen alleen langs om hem eten en Bijbellessen te geven. Hij vermoordde zijn moeders lief in de veronderstelling dat hij haar aan het verkrachten was, en doodde aansluitend ook zijn moeder toen hem duidelijk werd dat de seks vrijwillig was.
Karls dokter, Jerry Woolridge, helpt hem aan een baan als grasmaaiermonteur in zijn geboortedorp. Daar ontmoet hij ook Frank Wheatley, een jongen van een jaar of twaalf met wie hij al snel bevriend raakt en zijn verleden deelt. Frank stelt Karl voor aan zijn moeder Linda en haar homoseksuele vriend en manager Vaughan Cunningham. Hoewel Vaughan zich zorgen maakt over Karls verleden in het psychiatrisch ziekenhuis staat Linda hem toe in haar garage te wonen. Dit tot ongenoegen van Linda's verbaal agressieve en drankzuchtige vriend Doyle Hargraves, die een hekel heeft aan 'imbecielen' en homo's. Vaughan nodigt Karl uit voor lunch en legt hem uit dat een homoseksuele man en een verstandelijk gehandicapte in een klein dorp als het hunne te maken krijgen met hetzelfde soort intolerantie en spot. Hij waarschuwt Karl ook voor Doyle, van wie Vaughan vreest dat hij Frank en Linda ooit iets aan zal doen.
Karl ontpopt zich al snel als een vaderfiguur voor Frank, wiens eigen vader zelfmoord pleegde, maar wordt achtervolgd door de herinnering aan de opdracht die zijn vader hem op jonge leeftijd gaf om zich te ontdoen van zijn te vroeg geboren broertje. Hij confronteert zijn demente vader, die als kluizenaar leeft in Karls vervallen ouderlijk huis en ontkent dat Karl zijn zoon is. Karl vertelt zijn vader dat hij er lang over gedacht heeft hem te doden, maar nu hij hem zo ziet besloten heeft dat hij snel genoeg uit zichzelf zal komen te overlijden. De volgende dag laat Karl zich dopen.
Ondertussen wordt Doyle steeds gewelddadiger – een avond met zijn vrienden loopt uit op een fysieke confrontatie met Linda en Frank. Linda schopt Doyle het huis uit, ondanks eerdere dreigementen dat hij haar iets aan zou doen als zij bij hem weg zou gaan, maar ze verzoenen zich enkele dagen later. Doyle vertelt Karl en Frank dat hij van plan is bij Linda in te trekken. Hij kondigt grote veranderingen aan en beveelt Karl z'n spullen te pakken.
Karl regelt dat Linda en Frank die nacht bij Vaughan overnachten, slijpt een grasmaaiermes en keert terug naar Linda's huis. Wanneer een dronken Doyle hem naar het mes vraagt verklaart hij dat hij voornemens is hem ermee te vermoorden, maar niet voordat Doyle hem verteld heeft hoe hij in contact kan komen met de politie. Doyle zegt hem 9-1-1 te bellen en te vragen om een ambulance, of een lijkwagen als hij toch van plan is hem te doden. Karl doodt Doyle hierna met twee klappen tegen het hoofd en belt vervolgens de politie om zichzelf aan te geven.
Terug in het psychiatrisch ziekenhuis lijkt Karl innerlijke vrede te hebben bereikt, en biedt hij voor de eerste keer weerstand tegen een zedendelinquent die hem gedurende zijn eerdere verblijf dwong naar verhalen over diens vergrijpen te luisteren.

## Rolverdeling
| Acteur             | Personage                   |
| ------------------ | --------------------------- |
| Billy Bob Thornton | Karl Childers               |
| Dwight Yoakam      | Doyle Hargraves             |
| J.T. Walsh         | Charles Bushman             |
| John Ritter        | Vaughan Cunningham          |
| Lucas Black        | Frank Wheatley              |
| Natalie Canerday   | Linda Wheatley              |
| James Hampton      | Jerry Woolridge             |
| Robert Duvall      | Karls vader                 |
| Brent Briscoe      | Scooter Hodges              |
| Jim Jarmusch       | de Frostee Cream-medewerker |
| Vic Chesnutt       | Terence                     |

## Productie
Regisseur en hoofdrolspeler Billy Bob Thornton bedacht Karl Childers in 1984 of 1985, toen hij een naar eigen zeggen waardeloze rol vertolkte in de televisiefilm The Man Who Broke 1,000 Chains. In een interview met filmcriticus Roger Ebert legde hij uit: 'I had the same haircut that Karl has in the movie. I was looking in the mirror, and I kind of dropped my jaw, and said, "Why are you here?" And it came out in Karl's voice. And then I just kept on talking, and that entire opening monologue in the movie – Karl's whole life story – just came out of myself.' (Ik had hetzelfde kapsel als Karl in de film. Ik keek in de spiegel en liet mijn kaak een beetje zakken en zei: 'Waarom ben je hier?' En het kwam eruit als Karls stem. En toen bleef ik gewoon praten, en de hele monoloog aan het begin van de film – Karls levensverhaal – kwam er gewoon uit.) Hij perfectioneerde het personage later in een onemanshow met de titel Swine Before Pearls, die hij vanaf 1986 enkele malen opvoerde.
In september 1993 filmden Thornton en regisseur George Hickenlooper de 29 minuten durende zwart-witfilm Some Folks Call It a Sling Blade, met Thornton als Karl Childers en met Molly Ringwald als verslaggeefster Teresa Tatum en J.T. Walsh als zedendelinquent Charles Bushman. De kortfilm ging in januari 1994 in première op het Sundance Film Festival en was bedoeld om investeerders voor de hoofdfilm Sling Blade aan te trekken. Hickenlooper en Thornton werden het na de opnames echter oneens over de montage van met name de monoloog aan het begin van de film en spraken tijdens de première al bijna niet meer met elkaar. Thornton wist uiteindelijk zelfstandig financiering te krijgen van productiemaatschappij The Shooting Gallery, door hem omschreven als 'the hobos – in the best sense of the word – of the business'. Na de première van Sling Blade in 1996 zou Hickenlooper beweren dat de film gebaseerd is op de door hem geregisseerde kortfilm, terwijl Thornton volhoudt dat het een bewerking van zijn onemanshow is.
Sling Blade werd in 1995 in een periode van 24 dagen opgenomen in het plaatsje Benton, in de staat Arkansas. De film had zijn première op 30 augustus 1996 op het Telluride Film Festival. De distributierechten werden voor $ 10 miljoen verkocht aan Miramax.

## Ontvangst
Sling Blade bracht $ 24,4 miljoen bruto op, op een budget van $ 1 miljoen. De film werd door critici overwegend positief ontvangen. Op Rotten Tomatoes heeft de film een score van 96%, gebaseerd op 51 recensies, met een gemiddelde beoordeling van 8,3/10. De consensus luidt: 'You will see what's coming, but the masterful performances, especially Thornton's, will leave you riveted.' (Je weet wat er komen gaat, maar het meesterlijke optreden, in het bijzonder dat van Thornton, zorgt ervoor dat je aan je stoel gekluisterd zit.) Op Metacritic heeft Sling Blade een gewogen gemiddelde score van 84 uit 100, gebaseerd op 26 recensies.
Roger Ebert van de Chicago Sun-Times gaf Sling Blade 3,5 uit 4 sterren en schreef: 'There is pain, humor, irony and sweetness in the character, and a voice and manner so distinctive, he is the most memorable movie character I've seen in a long time.' (Er zit pijn, humor, ironie en zoetheid in het personage, en een zo onderscheidende stem en manier van doen dat hij het meest gedenkwaardige filmpersonage is dat ik in lange tijd gezien heb.)
Owen Gleiberman van Entertainment Weekly gaf Sling Blade een A- en noemde de film 'a beautiful contraption of a movie' (een prachtig ding van een film) dat zijn naïeve maar moorddadige held gebruikt om een balans te vinden tussen sentimentaliteit en vrees. Desson Howe van The Washington Post gaf de film 4,5 uit 5 sterren en schreef in zijn recensie: 'Sling Blade takes you down paths full of primitive, almost biblical implications, but it also finds comic relief in moments of palpable tension.' (Sling Blade neemt je mee langs een pad vol primitieve, bijna Bijbelse implicaties, maar vindt ook een komische noot in momenten van voelbare spanning.) Kevin Thomas van de Los Angeles Times beschreef Sling Blade als 'a mesmerizing parable of good and evil and a splendid example of Southern storytelling at its most poetic and imaginative' (een betoverende parabel van goed en kwaad en een zuidelijk verhaal op zijn meest poëtisch en fantasierijkst).
Janet Maslin van The New York Times was minder positief: 'Mr. Thornton ... elicits strong, solid work from his other actors, including a surprising Mr. Ritter and Mr. Yoakam as the teasingly malevolent Doyle. But he directs Sling Blade with an abundance of long, flat medium shots that rob the film of intimacy and give it a sleepy pace.' (Thornton ontlokt sterk, solide werk aan zijn andere acteurs, onder wie een verrassende Ritter en Yoakim als de plagerig kwaadwillende Doyle. Maar hij regisseert Sling Blade met een overvloed aan lange, platte medium shots die de film van intimiteit beroven en hem een slaperig tempo geven.) Dwight Garner van Salon.com prees de eerste helft van de film, maar schreef dat '[b]y its midpoint, however, Thornton has begun forcing both the film's poetry and the preternatural goodness of its simple-minded protagonist, and "Sling Blade's" sweet charms begin to curdle' (tegen het midden is Thornton echter de films poëzie en de bovennatuurlijke goedheid van zijn eenvoudige protagonist begonnen te forceren, en beginnen Sling Blade's zoete charmes te schiften).

## Prijzen en nominaties
| Jaar | Prijs                          | Categorie                                                        | Genomineerde(n)    | Uitslag     |
| ---- | ------------------------------ | ---------------------------------------------------------------- | ------------------ | ----------- |
| 1997 | Academy Award                  | Beste bewerkte scenario                                          | Billy Bob Thornton | Gewonnen    |
| 1997 | Academy Award                  | Beste mannelijke hoofdrol                                        | Billy Bob Thornton | Genomineerd |
| 1997 | Saturn Award                   | Beste jonge acteur                                               | Lucas Black        | Gewonnen    |
| 1997 | Screen Actors Guild Award      | Uitstekende prestatie door een mannelijke acteur in een hoofdrol | Billy Bob Thornton | Genomineerd |
| 1997 | Screen Actors Guild Award      | Uitstekende prestatie door een cast in een film                  | –                  | Genomineerd |
| 1997 | Writers Guild of America Award | Beste aangepaste scenario                                        | Billy Bob Thornton | Gewonnen    |
| 1997 | Edgar Award                    | Beste film                                                       | Billy Bob Thornton | Gewonnen    |
| 1997 | Film Independent Spirit Award  | Beste eerste speelfilm                                           | Billy Bob Thornton | Gewonnen    |
| 1997 | Golden Satellite Award         | Beste acteur in een dramafilm                                    | Billy Bob Thornton | Genomineerd |
| 1997 | Golden Satellite Award         | Beste oorspronkelijke scenario                                   | Billy Bob Thornton | Genomineerd |
| 1997 | Golden Satellite Award         | Beste oorspronkelijke muziek                                     | Daniel Lanois      | Genomineerd |
| 1997 | National Board of Review Award | Bijzondere prestatie in filmproductie                            | Billy Bob Thornton | Gewonnen    |
| 1997 | YoungStar Award                | Beste jonge acteur in een dramafilm                              | Lucas Black        | Gewonnen    |
| 1997 | Young Artist Award             | Beste jonge acteur                                               | Lucas Black        | Gewonnen    |